# تيم هنتر
تيم هنتر (بالإنجليزية: Tim Hunter) (3 مارس 1954 تورونتو كندا - ) هو لاعب كرة قدم أمريكي يلعب كمهاجم.